# Brevig Mission
Brevig Mission é uma cidade localizada no estado americano de Alasca, no Distrito de Nome.

## Demografia
Segundo o censo americano de 2000, a sua população era de 276 habitantes. 
Em 2006, foi estimada uma população de 276, um aumento de 0 (0.0%).

## Geografia
De acordo com o United States Census Bureau, a localidade tem uma área de 6,8 km², dos quais 6,7 km² cobertos por terra e 0,1 km² cobertos por água.

## Localidades na vizinhança
O diagrama seguinte representa as localidades num raio de 104 km ao redor de Brevig Mission. 